# Estrella del Pacífic
L'Estrella del Pacífic (en anglès Pacific Star) és una medalla de campanya militar instituïda pel Regne Unit el maig de 1945 per atorgar-se a les forces britàniques i de la Commonwealth que van servir a la campanya del Pacífic entre 1941 i 1945, durant la Segona Guerra Mundial. Va ser creada per Jordi VI, i era atorgada pel servei al teatre d'operacions del Pacífic entre el període del 8 de desembre de 1941 al 2 de setembre de 1945, ambdós inclosos, així com per certs serveis específics a la Xina, Hong Kong, Malàisia i Sumatra.
Es va instituir un fermall, Burma, per portar-lo a la cinta de la medalla.

## Les estrelles de la Segona Guerra Mundial
El 8 de juliol de 1943, l' Estrella de 1939–43 (més tard anomenada Estrella de 1939–1945) i l'Estrella d'Àfrica es van convertir en les dues primeres estrelles de campanya instituïdes pel Regne Unit, i el maig de 1945 s'havien establert un total de vuit estrelles i nou fermalls. per premiar el servei de campanya durant la Segona Guerra Mundial. Una estrella més de campanya, l'Estrella de l'Àrtida, i un fermall més, el Fermall del Comandament de Bombarders, es van afegir posteriorment el 26 de febrer de 2013, més de seixanta-set anys després del final de la guerra.
Incloent l'Estrella de l'Àrtida i el Fermall del Comandament de Bombarders, ningú no podria rebre més de sis estrelles de campanya, amb cinc dels deu fermalls que denoten el servei que s'hauria qualificat per a una segona estrella. Només es podia portar un fermall a qualsevol estrella de campanya. El màxim de sis estrelles possibles són les següents
- L'Estrella 1939–1945 amb, quan s'atorga, o bé el Fermall Batalla d'Anglaterra o del Comandament dels Bombers.[7]
- Només una de l'Estrella de l'Atlàntic, l'Estrella de les Tripulacions Aèries d'Europa i l'Estrella de França i Alemanya. Els que guanyen més d'una només reben la primera per a la que van ser qualificats, i la segona es denota amb el fermall de cinta corresponent.[8][9][10]
- L'Estrella de l'Àrtida.[6][11]
- L'Estrella d'Àfrica amb, si s'atorga, el fermall primer guanyat al Nord d'Àfrica 1942–43, 8è Exèrcit o 1r Exèrcit.[12]
- O l'Estrella del Pacífic o l'Estrella de Birmània. Els que guanyaven ambdues van rebre la primera per a la que es qualificaven, amb el fermall adequat per representar la segona.[2][3]
- L'Estrella d'Itàlia.[13]

Tots els destinataris de les estrelles de campanya també van rebre la Medalla de Guerra.

## Institució
Al mateix temps que les campanyes de la Segona Guerra Mundial contra les Forces de l'Eix a Àfrica i Europa, les forces aliades també lluitaven contra els japonesos al Pacífic. Aquesta campanya va començar el 8 de desembre de 1941, l'endemà de l'atac japonès a la flota nord-americana a Pearl Harbor. Va tenir lloc al mar i l'aire de l'oceà Pacífic, així com a terra, amb les forces japoneses envaint ràpidament Malàisia, Singapur i les Filipines. Mentre l'avanç japonès a través del Pacífic es va frenar a mitjans de 1942, la guerra va continuar, tant al mar com a nombroses illes del Pacífic, fins a la rendició final japonesa el 2 de setembre de 1945.
L'Estrella del Pacífic va ser instituïda pel Regne Unit el maig de 1945 per atorgar-la a aquells que havien servit en operacions a la Campanya del Pacífic des del 8 de desembre de 1941 fins al 2 de setembre de 1945.

## Criteris de concessió
Els criteris d'elegibilitat per a l'atorgament de l'estrella del Pacífic eren diferents per al servei al mar, a terra i a l'aire.

### General
Cap destinatari podria rebre tant les estrelles del Pacífic com la de Birmània. Es va instituir un fermall amb la inscripció "Burma" ("Birmània") per ser usat a la cinta de l'Estrella del Pacífic per aquells que van obtenir l'Estrella del Pacífic i que posteriorment es van qualificar per a l'Estrella de Birmània.
L'atorgament d'una medalla de galanteria o d'una menció als despatxos qualificava el destinatari immediatament per a la concessió de l'estrella del Pacífic, independentment de la durada del servei. També se'ls va atorgar l'Estrella a aquells el període de servei qualificat dels quals va acabar prematurament per la seva mort o discapacitat a causa del servei. [18] r.

### Personal a bord
Personal naval qualificat per al servei al mar dins de determinats límits especificats.
Entre el 8 de desembre de 1941 i el 2 de setembre de 1945, un cop obtinguda l'Estrella de 1939-1945, el servei de la Marina i la Marina Mercant d'un o més dies a l'oceà Pacífic, inclòs el mar de la Xina Meridional, i a l'oceà Índic a l'est d'una línia que va cap al sud des de Singapur per la costa sud-est de Sumatra, a través de l'illa de Nadal i cap al sud al llarg del meridià 110° Est va qualificar per a l'atorgament de l'estrella del Pacífic.

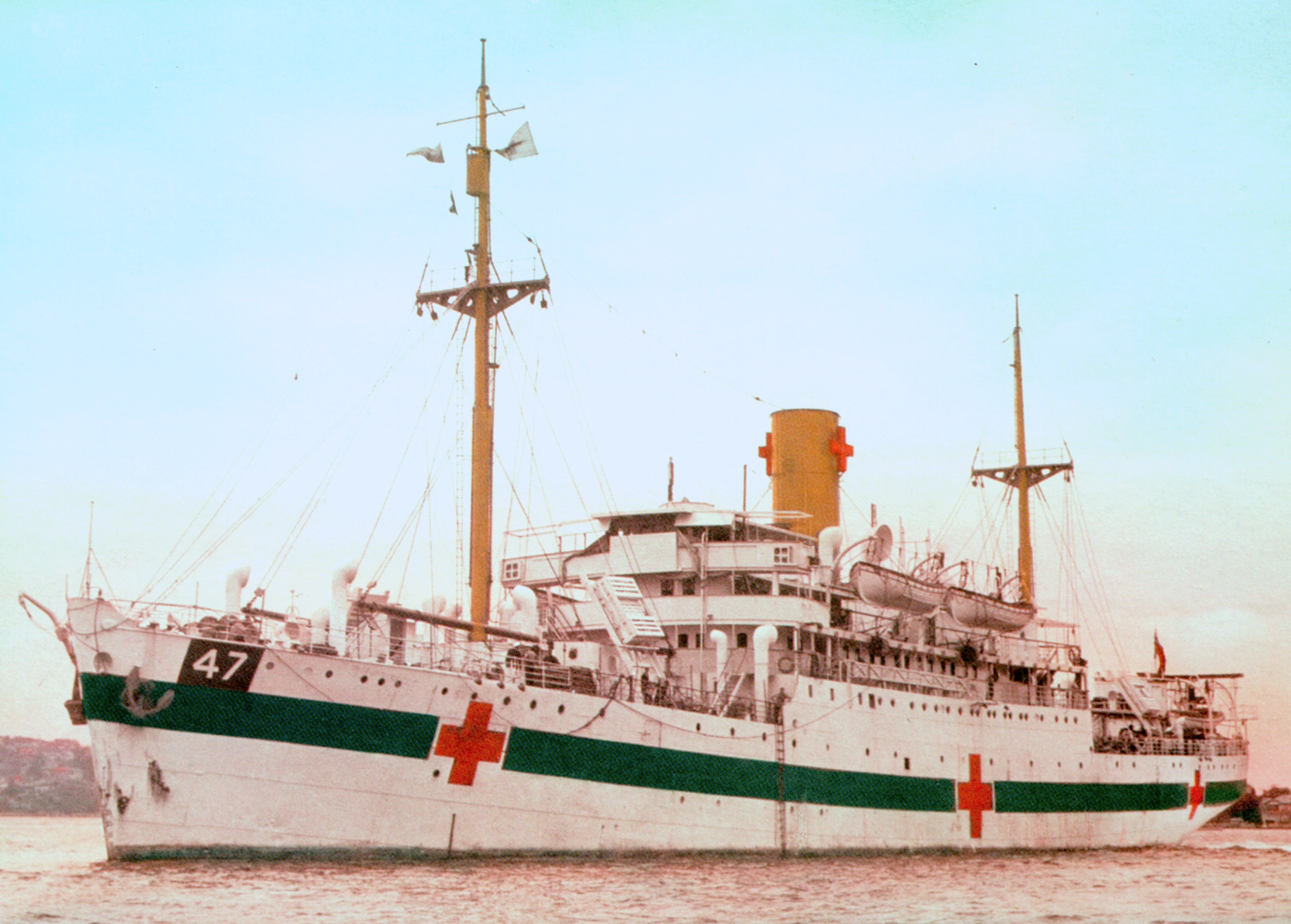
AHS Centaur

El 1994, el govern australià va dur a terme una revisió de les condicions per a l'atorgament de l'estrella del Pacífic, tal com s'estableix en el document de comandament 6833 de juny de 1946. Com a resultat, es van modificar les condicions per a l'atorgament per incloure qualsevol membre de l'exèrcit australià que fos a bord de l'vaixell hospital australià Centaur quan va ser torpedejat i enfonsat el 14 de maig de 1943. L'Estrella del Pacífic es pot atorgar a aquests homes i dones independentment de si havien estat guardonats o elegits per a l'Estrella 1939–1945, la Medalla del Servei d'Austràlia 1939–1945 o qualsevol altre premi de campanya.
S'aplicaven determinades condicions especials per a l'atorgament de l'Estrella del Pacífic a aquell personal naval que va entrar en servei operatiu menys de sis mesos abans del final de la guerra. Aquells que van entrar en servei operatiu a l'àrea de qualificació el 7 de març de 1945 o després i que després no van servir a l'àrea qualificada per a l'Estrella de Birmània, podien qualificar per a l'Estrella del Pacífic entrant en servei operatiu. En aquests casos, però, l'Estrella 1939–1945 no es podia atorgar per un servei de menys de 180 dies.

### Servei a terra
El personal de l'Exèrcit, la Naval i la Força Aèria que servien a terra en aquells territoris que havien estat sotmesos a invasions enemigues o aliades no tenien cap restricció de temps prèvia i es qualificaven a l'entrada a l'àrea d'operacions terrestres prescrites.
El servei qualificat a terra estava restringit al servei operatiu als següents territoris en què hi havia hagut invasions enemigues o aliades, el servei a Birmània exclòs i totes les dates incloses:
- Arxipèlag Bismarck - del 22 de gener de 1942 al 2 de setembre de 1945.[2]
- Borneo del nord britànic, Brunei, Sarawak i Borneo holandès - del 8 de desembre de 1941 al 2 de setembre de 1945.
- Illes Carolines - del 8 de desembre de 1941 al 2 de setembre de 1945.
- Cèlebes - del 26 de gener de 1942 al 2 de setembre de 1945.
- Xina - de l'11 de desembre de 1941 al 15 de febrer de 1942.
- Illes Gilbert i Ellice - del 10 de desembre de 1941 al 2 de setembre de 1945.
- Guam - del 12 de desembre de 1941 al 2 de setembre de 1945.
- Hong Kong - del 8 de desembre de 1941 al 25 de desembre de 1941.[1]
- Iwo Jima - del 8 de desembre de 1941 al 25 de desembre de 1941.[2]
- Java - del 5 de març de 1942 al 2 de setembre de 1945.
- Malàisia - del 8 de desembre de 1941 al 15 de febrer de 1942.
- Mariannes - del 8 de desembre de 1941 al 2 de setembre de 1945.
- Illes Marshall - del 8 de desembre de 1941 al 2 de setembre de 1945.
- Illes Moluques - del 30 de gener de 1942 al 2 de setembre de 1945.
- Nauru - del 8 de desembre de 1941 al 2 de setembre de 1945.
- Nova Guinea - del 7 de març de 1942 al 2 de setembre de 1945.
- Ocean Island - del 8 de desembre de 1941 al 2 de setembre de 1945.
- Batalla d'Okinawa - del 8 de desembre de 1941 al 2 de setembre de 1945.
- Illes Filipines - del 10 de desembre de 1941 al 2 de setembre de 1945.
- Illes Salomó (protectorat britànic de les illes Salomó i territori amb mandat d'Austràlia) de l'1 de febrer de 1942 al 2 de setembre de 1945.
- Sumatra del 14 de febrer de 1942 al 23 de març de 1942.[1]
- Timor - del 20 de febrer de 1942 al 2 de setembre de 1945.[2]
- Wake Island - del 22 de desembre de 1941 al 2 de setembre de 1945.

El servei a la Xina, Hong Kong, Malàisia i Sumatra després de les respectives dates de finalització esmentades anteriorment va ser reconegut pel premi de l'Estrella de Birmània.
El servei a l'illa Norfolk, Nova Caledònia, les Noves Hèbrides, les illes Fiji, les illes Tonga, les illes Phoenix i l'illa Fanning no qualificaven per a l'estrella del Pacífic.

### Personal aeri
Les tripulacions aèries que va participar en operacions contra l'enemic qualificades, sempre que ja haguessin obtingut l'estrella 1939–1945 i haguessin completat almenys una sortida operativa sobre la zona marítima o terrestre adequada. Les tripulacions aèries en tasques de transport o transbordador qualificada per almenys tres aterratges en qualsevol de les zones de terra qualificades.
Les tropes que van participar en operacions aerotransportades en una zona qualificada per a operacions terrestres qualificades per l'entrada en servei operatiu.

## Descripció
El conjunt de nou estrelles de campanya va ser dissenyat pels gravadors de la Royal Mint. Totes les estrelles tenen un anell que passa per un trau format per sobre del punt més alt de l'estrella. Són estrelles de sis puntes, colpejades amb un aliatge de zinc de coure groc per encaixar en un cercle de 44 mil·límetres de diàmetre, amb una amplada màxima de 38 mil·límetres i 50 mil·límetres d'alçada des del punt inferior de l'estrella fins a la part superior de l'ull.
Anvers
L'anvers té un disseny central del monograma reial "GRI VI", coronat per una corona. Un cercle, la part superior del qual està coberta per la corona, envolta el xifre i té la inscripció "THE PACIFIC STAR".
Revés
El revés és llis.
Nom
El Comitè d'Honors Britànic va decidir que les medalles de campanya de la Segona Guerra Mundial concedides a les forces britàniques serien emeses sense nom, una política aplicada per tots els països de la Commonwealth britànica menys tres. Els detalls del destinatari van quedar gravatts al revers de les estrelles concedides a indis, sud-africans i, després d'una campanya liderada per organitzacions veteranes, als australians. En el cas dels sud-africans i australians, la denominació consistia en el número de força del destinatari, les inicials i el cognom en majúscules, amb els premis als indis que també mostraven l'arma o cos de servei.
Fermalls

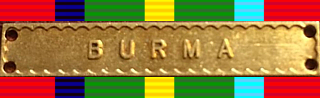

El fermall, dissenyat per ser cosit a la cinta de la medalla, va ser encunyat amb un aliatge de zinc de coure groc i té un marc amb una vora interior que s'assembla a la vora perforada d'un segell de correus. Quan no es porten medalles, es porta una roseta de plata a la barra de la cinta per indicar l'adjudicació del fermall.
Cinta
La cinta té 32 mil·límetres d'ample amb una banda vermella de l'exèrcit de 5 mil·límetres d'amplada, una banda blau marí de 3 mil·límetres d'ample, una banda de color verd fosc de 6 mil·límetres d'ample, una banda groga de 3 mil·límetres d'ample, una banda de color verd fosc de 6 mil·límetres d'amplada, una banda de 3 mil·límetres d'ample blava de la Royal Air Force i una banda vermella de l'exèrcit de 5½ mil·límetres d'ample. Els boscos i platges del Pacífic estan representats per les bandes de color verd fosc i groc respectivament, mentre que la Royal Navy i la Marina Mercant, l'Exèrcit i la Força Aèria estan representades per les bandes blau fosc, vermell i blau clar respectivament.
Les cintes d'aquesta medalla i la Medalla de la Defensa, així com les de les altres estrelles de la campanya de la Segona Guerra Mundial, amb l'excepció de l'Estrella de l'Àrtida, van ser dissenyades pel rei Jordi VI.

## Orde de lluïment
L'ordre de lluïment de les estrelles de la campanya de la Segona Guerra Mundial estava determinat per les dates d'inici de la campanya respectives i per la durada de la campanya. Aquesta és l'ordre que s'utilitza, fins i tot quan un destinatari qualificat per a ells en un ordre diferent. La Medalla de la Defensa i la Medalla de Guerra es porten després de les estrelles. La medalla del Servei Voluntari Canadenc es porta després de la medalla de la Defensa 
i abans de la medalla de Guerra, amb altres medalles de guerra de la Commonwealth que s'utilitzen després de la medalla de guerra.
- L'Estrella de 1939-45, del 3 de setembre de 1939 al 2 de setembre de 1945, tota la durada de la Segona Guerra Mundial.[7]
- L'Estrella de l'Atlàntic, del 3 de setembre de 1939 al 8 de maig de 1945, la durada de la batalla de l'Atlàntic i la Guerra d'Europa.[8]
- L'Estrella de l'Àrtida, del 3 de setembre de 1939 al 8 de maig de 1945, la durada dels combois àrtics i la guerra a Europa.[11]
- L'Estrella de les Tripulacions Aèries d'Europa, del 3 de setembre de 1939 al 5 de juny de 1944, període fins al dia D menys un.[9]
- L'Estrella d'Àfrica, del 10 de juny de 1940 al 12 de maig de 1943, durada de la campanya del nord d'Àfrica.[12]
- L'Estrella del Pacífic, del 8 de desembre de 1941 al 2 de setembre de 1945, la durada de la Guerra del Pacífic.[2]
- L'Estrella de Birmània, de l'11 de desembre de 1941 al 2 de setembre de 1945, la durada de la Campanya de Birmània.[3]
- L'Estrella d'Itàlia, de l'11 de juny de 1943 al 8 de maig de 1945, la durada de la campanya italiana.[13]
- L'Estrella de França i Alemanya, del 6 de juny de 1944 al 8 de maig de 1945, durada de la campanya del nord-oest d'Europa.[10]
- La Medalla de la Defensa, del 3 de setembre de 1939 al 8 de maig de 1945 (2 de setembre de 1945 per a aquells que serveixen a l'Extrem Orient i al Pacífic),[25] la durada de la Segona Guerra Mundial.[26]
- La  Medalla de Guerra, del 3 de setembre de 1939 al 2 de setembre de 1945, tota la durada de la Segona Guerra Mundial.[27]

Per tant, l'estrella del Pacífic es porta com es mostra:
- Precedida per l'Estrella d'Àfrica.
- Succeïda per l'Estrella de Birmània, però aquesta cinta no es va poder atorgar juntament amb l'Estrella del Pacífic. Com a tal, en qualsevol barra l'Estrella del Pacífic aniria seguida de l'Estrella d'Itàlia o una altra medalla que fos inferior en l'ordre de prelació.